# Donja Plemenšćina
Donja Plemenšćina är en ort i Kroatien.   Den ligger i länet Krapina-Zagorjes län, i den norra delen av landet, 40 km norr om huvudstaden Zagreb. Donja Plemenšćina ligger 285 meter över havet och antalet invånare är 135.
Terrängen runt Donja Plemenšćina är kuperad åt nordost, men åt sydväst är den platt. Terrängen runt Donja Plemenšćina sluttar söderut. Runt Donja Plemenšćina är det ganska tätbefolkat, med 185 invånare per kvadratkilometer. Närmaste större samhälle är Pregrada, 2,1 km söder om Donja Plemenšćina. Omgivningarna runt Donja Plemenšćina är en mosaik av jordbruksmark och naturlig växtlighet.